# The Romanoffs
The Romanoffs è una serie televisiva antologica statunitense creata, scritta, prodotta e diretta da Matthew Weiner.
La prima stagione, composta da 8 episodi, viene distribuita dal 12 ottobre al 23 novembre 2018 su Prime Video.
In Italia, la serie viene distribuita in lingua originale con disponibilità anche dei sottotitoli in italiano, mentre è disponibile con audio italiano l'11 gennaio 2019.

## Trama
La serie segue delle storie separate su persone che credono di essere discendenti della famiglia reale russa.

## Episodi
| Stagione       | Episodi | Pubblicazione USA | Pubblicazione Italia |
| -------------- | ------- | ----------------- | -------------------- |
| Prima stagione | 8       | 2018              | 2019                 |

## Personaggi e interpreti

### Prima stagione

#### Episodio 1: "L'ora viola"
- Anushka, interpretata da Marthe Keller
- Greg, interpretato da Aaron Eckhart[6]
- Hajar, interpretata da Inès Melab
- Sophie, interpretata da Louise Bourgoin

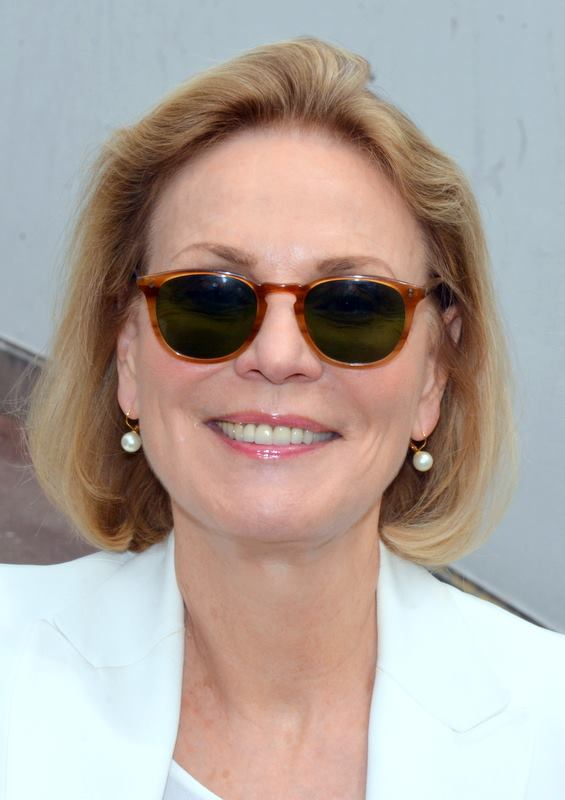
Marthe Keller
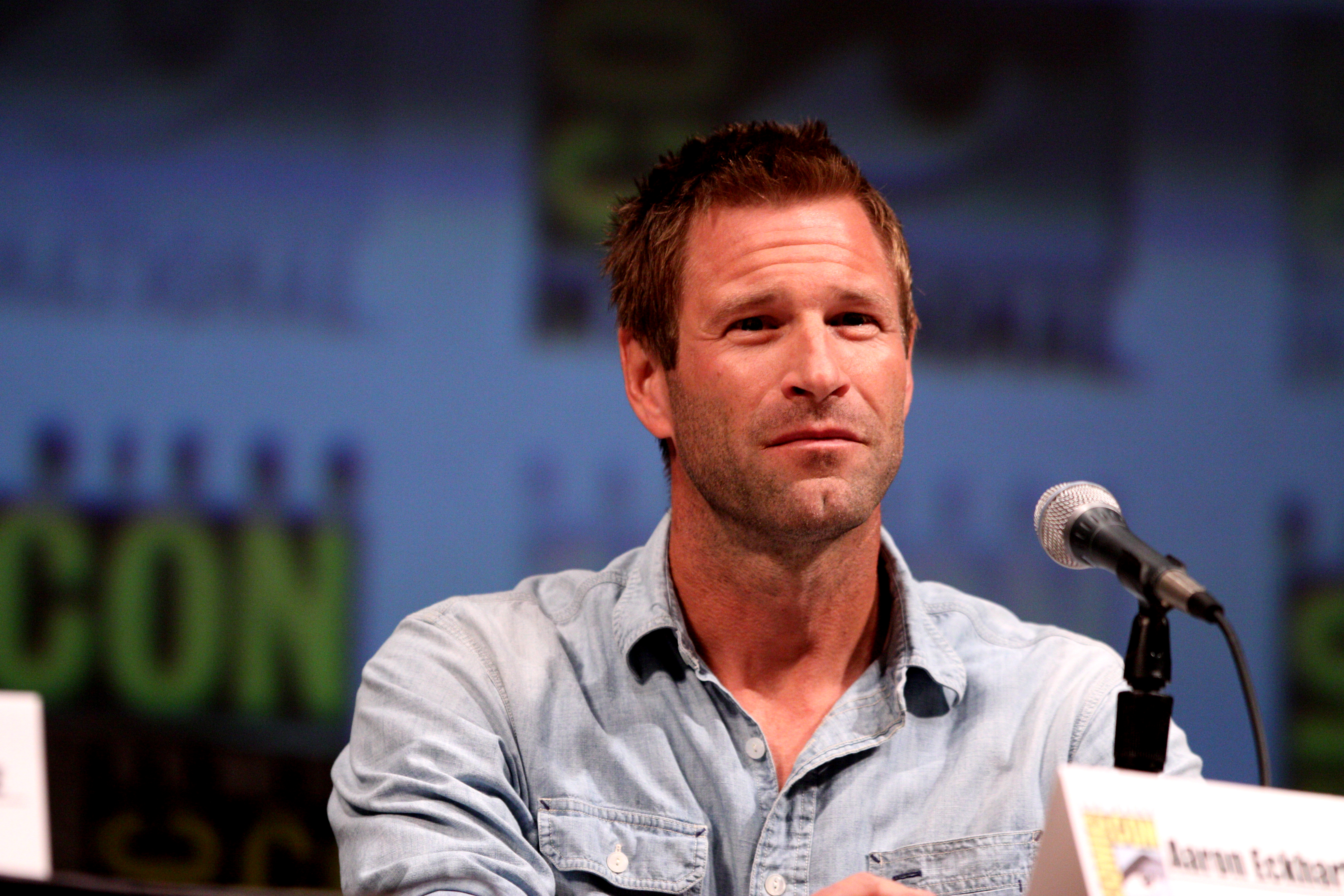
Aaron Eckhart
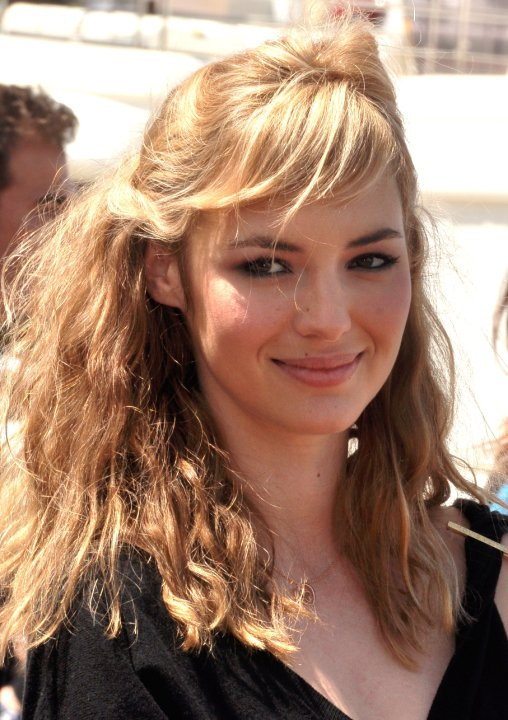
Louise Bourgoin

#### Episodio 2: "Noi Reali"
- Michael Romanoff, interpretato da Corey Stoll[7]
- Shelly Romanoff, interpretata da Kerry Bishé
- Michelle Westbrook, interpretata da Janet Montgomery[7]
- Ivan, interpretato da Noah Wyle

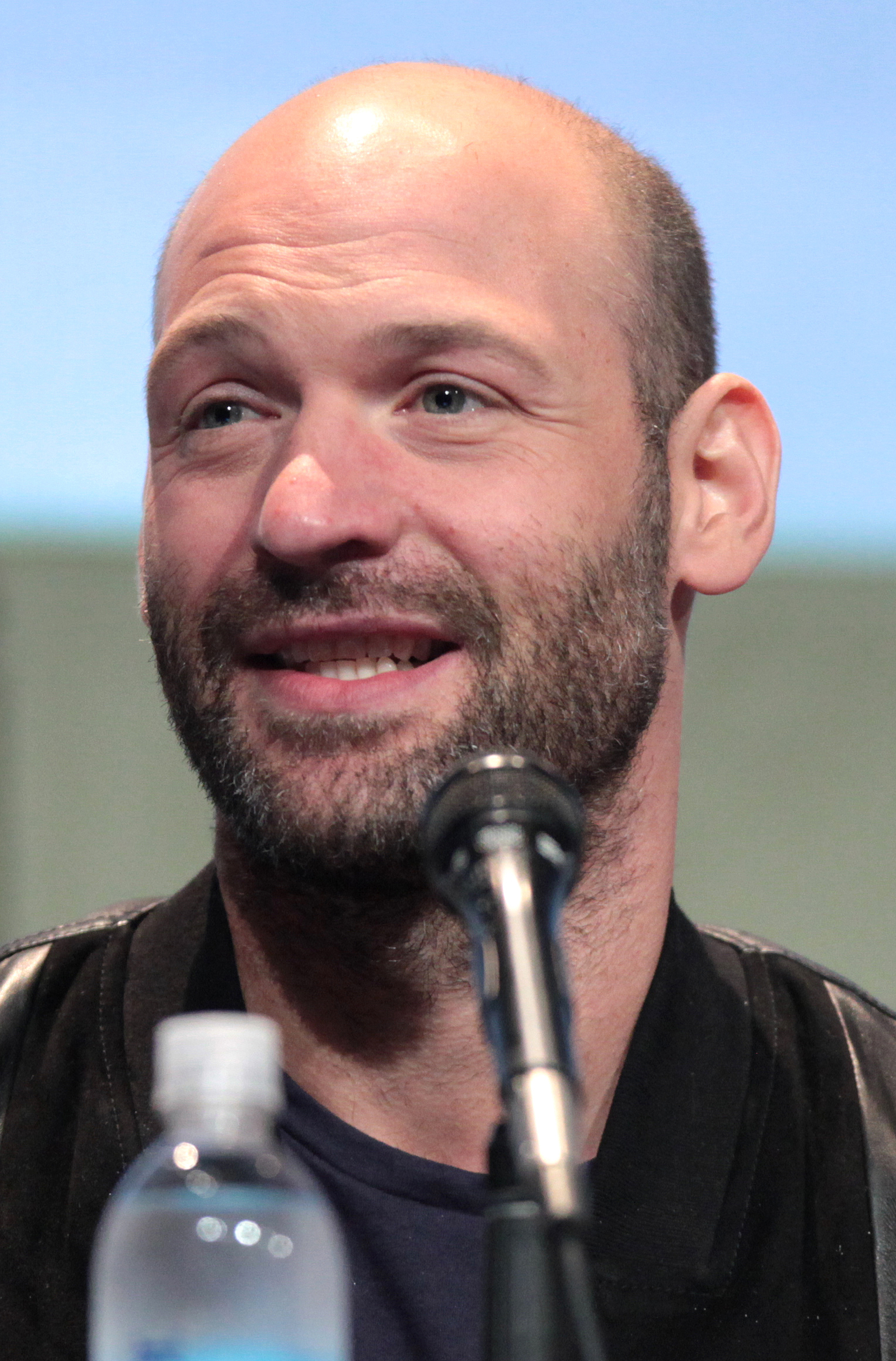
Corey Stoll
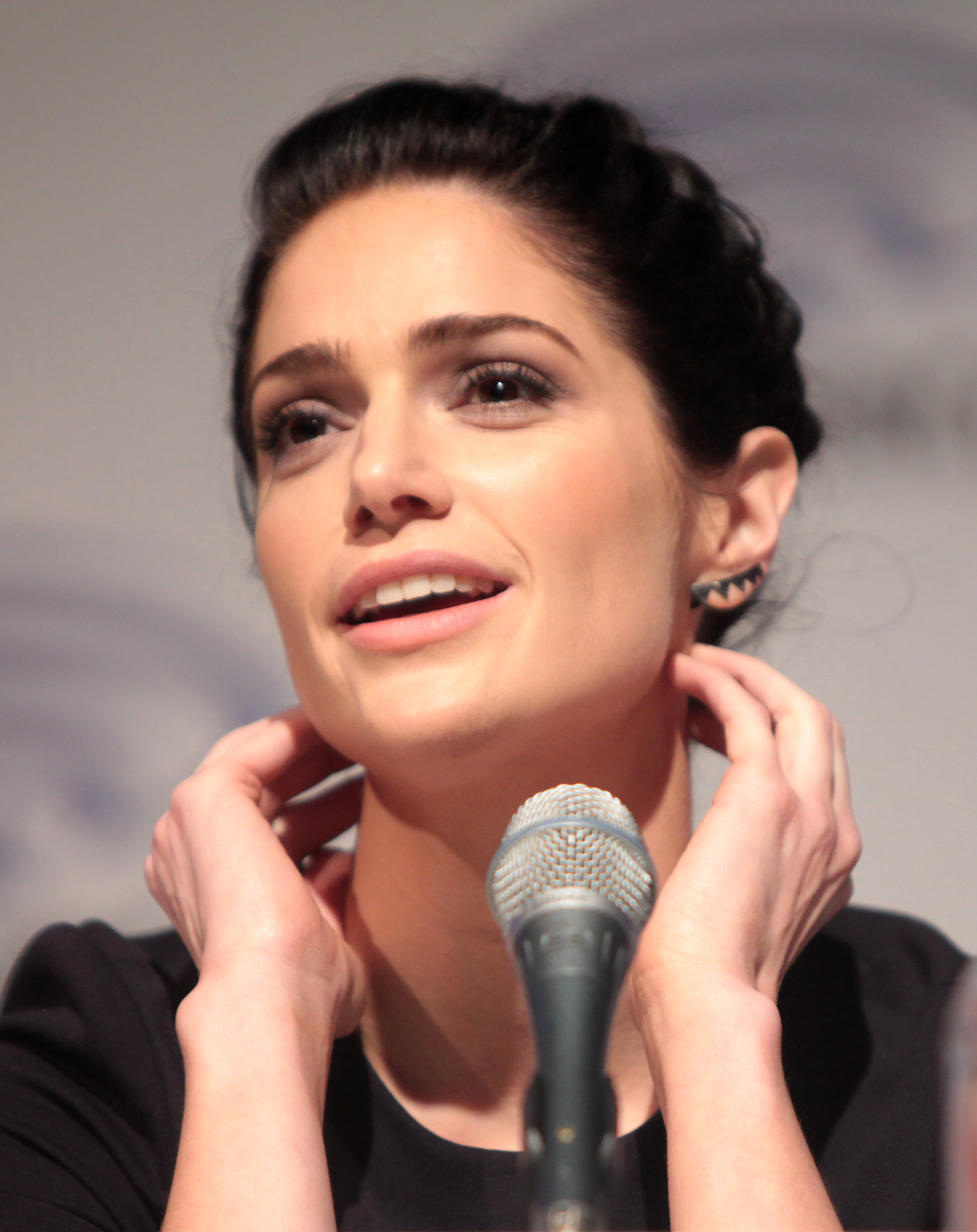
Janet Montgomery
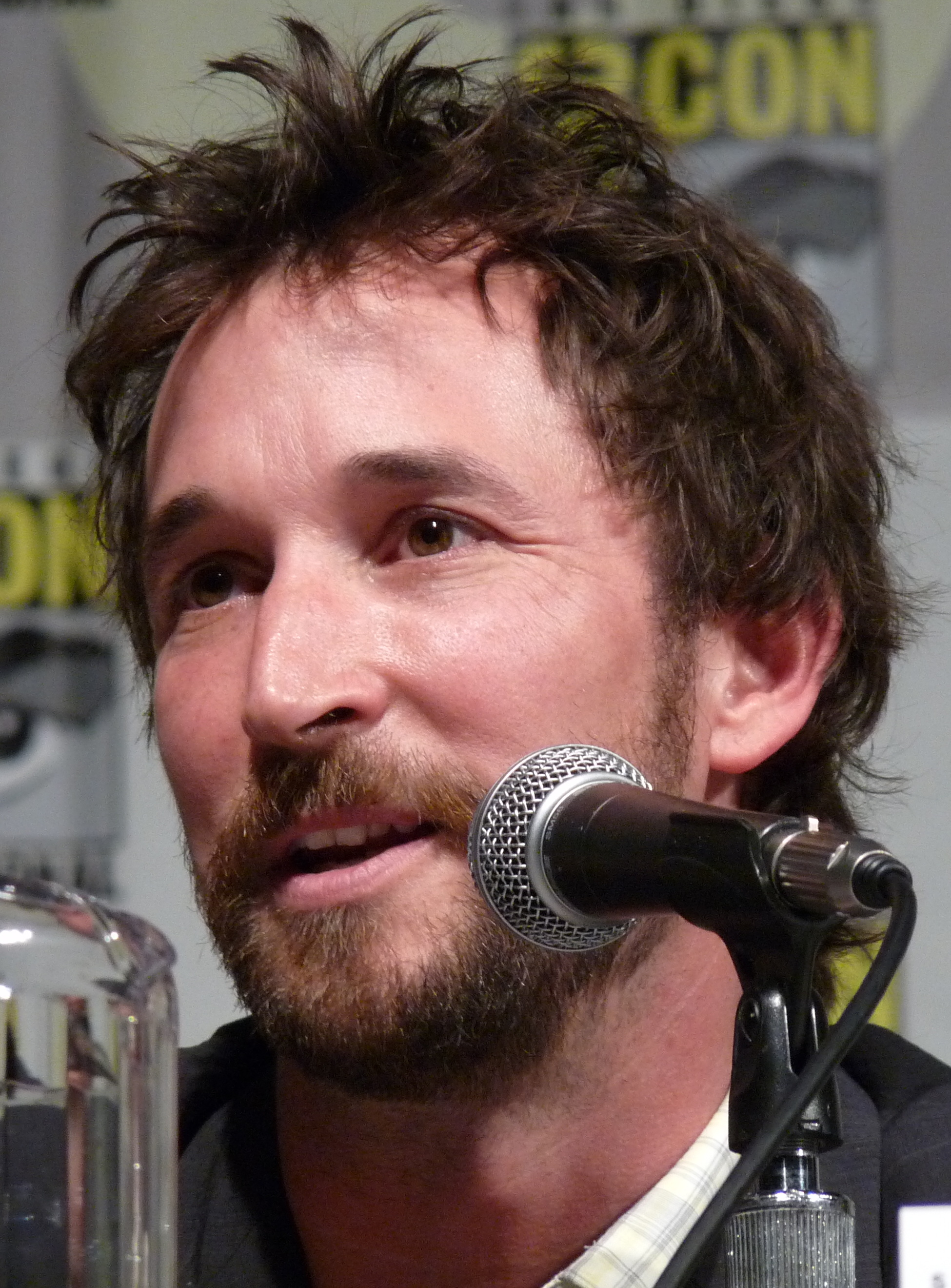
Noah Wyle

#### Episodio 3: "Casa dei bisogni speciali"
- Olivia Rogers, interpretata da Christina Hendricks[8]
- Jacqueline, interpretata da Isabelle Huppert
- Samuel Ryan, interpretato da Jack Huston
- Brian Norris, interpretato da Mike Doyle
- Bob Isaacson, interpretato da Paul Reiser

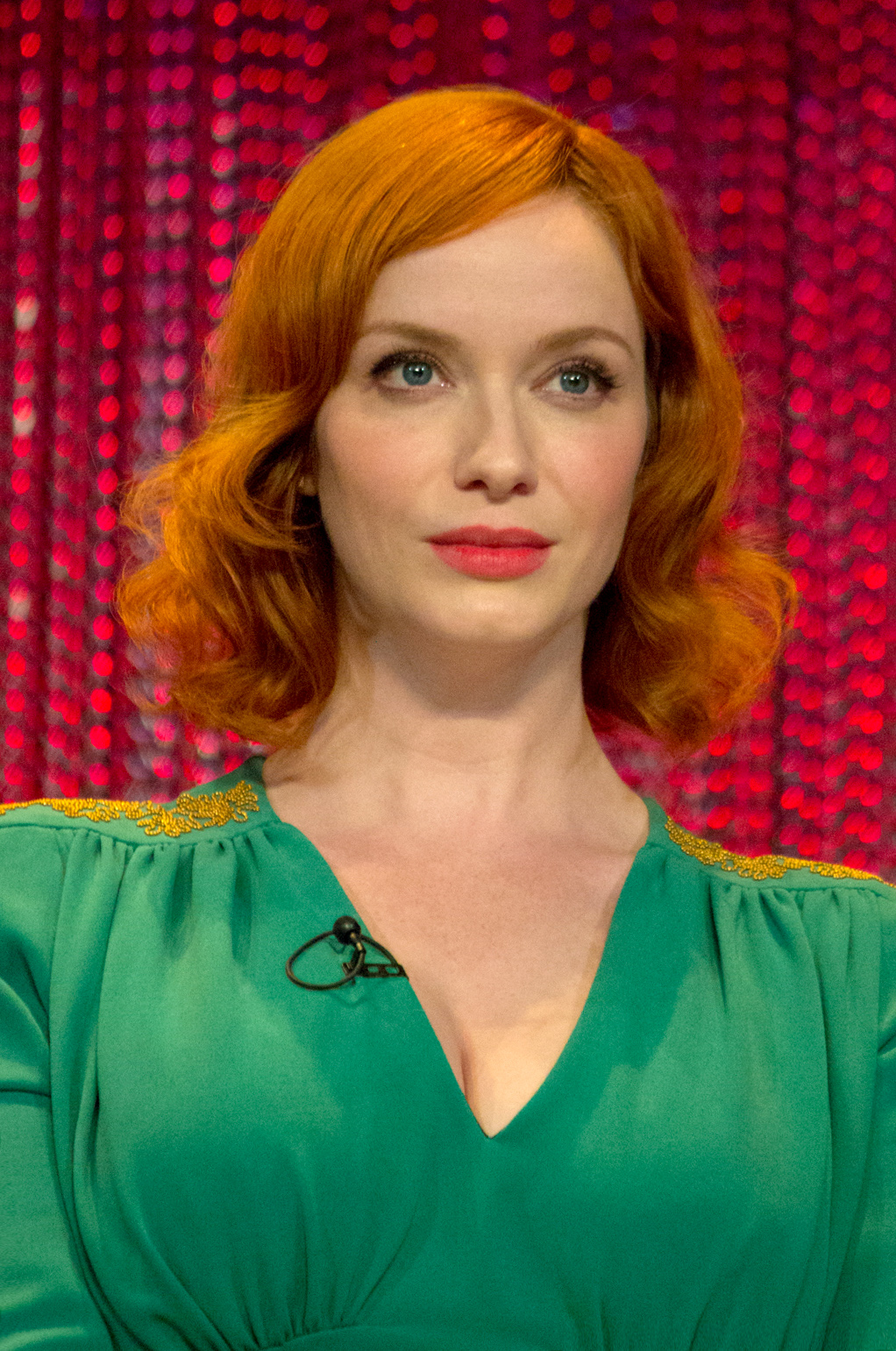
Christina Hendricks
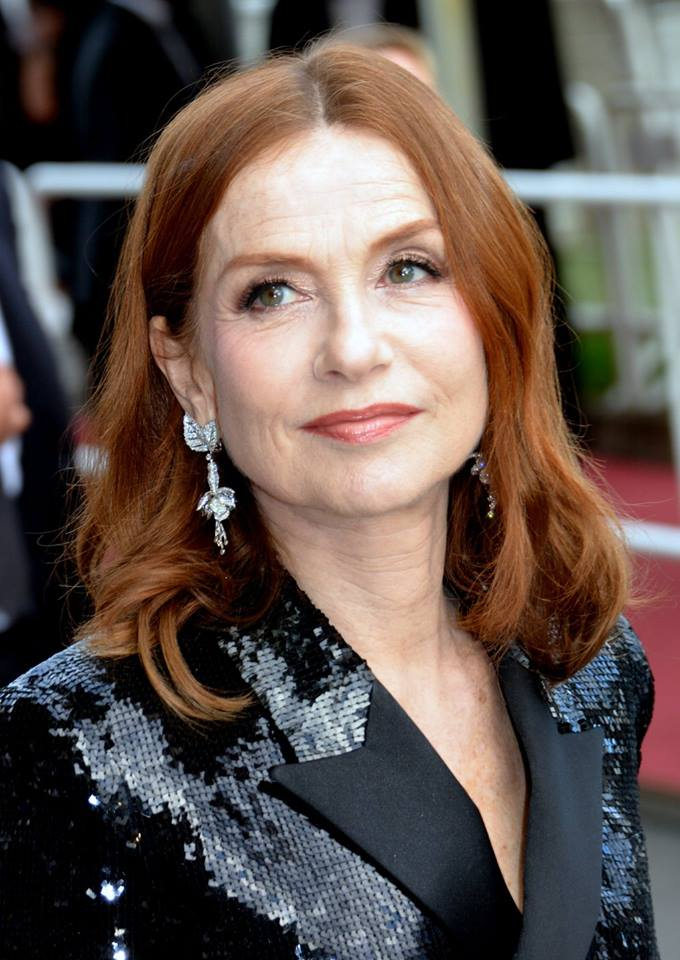
Isabelle Huppert
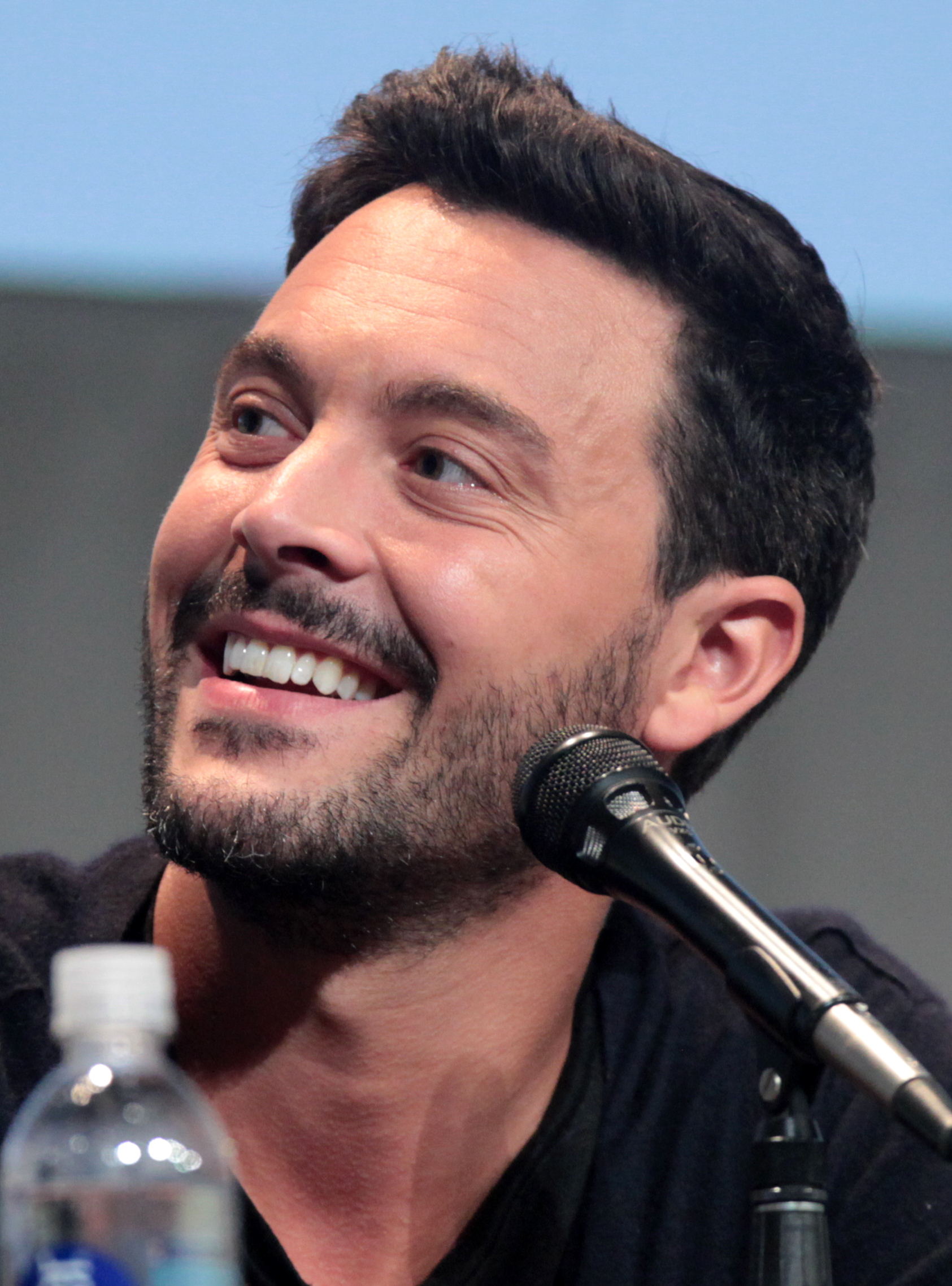
Jack Huston
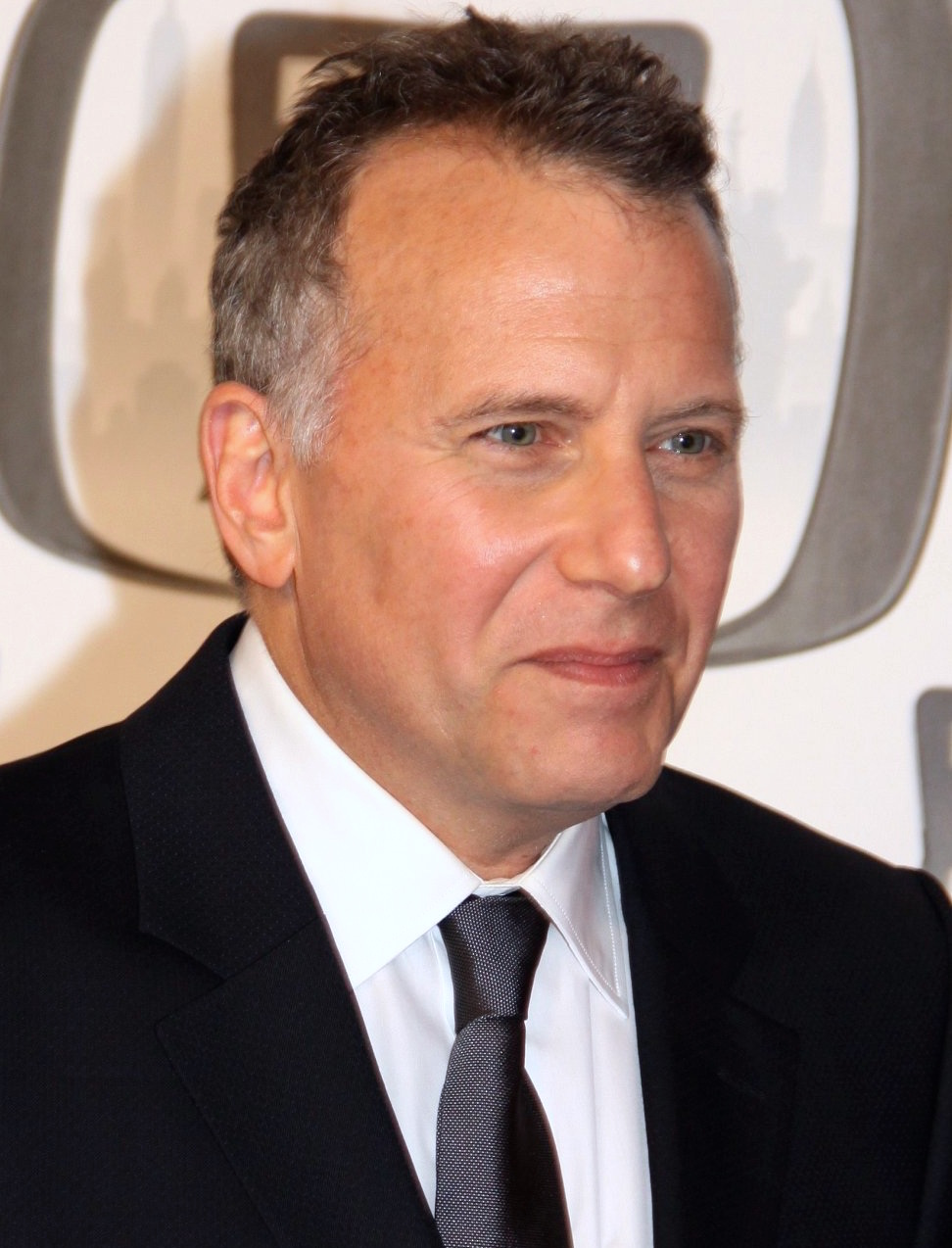
Paul Reiser

#### Episodio 4: "Aspettative"
- Julia Wells, interpretata da Amanda Peet
- Daniel Reese, interpretato da John Slattery
- Ella Hopkins, interpretata da Emily Rudd
- Eric Ford, interpretato da Jon Tenney
- Marilyn Hopkins, interpretata da Mary Kay Place
- Ron Hopkins, interpretato da Michael O'Neill

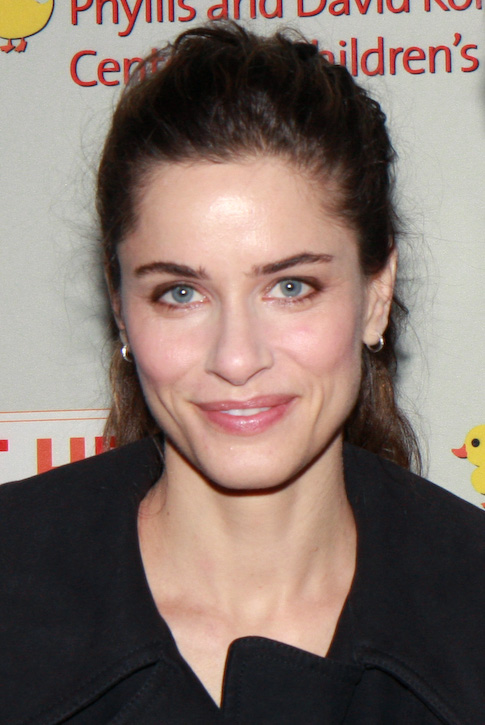
Amanda Peet
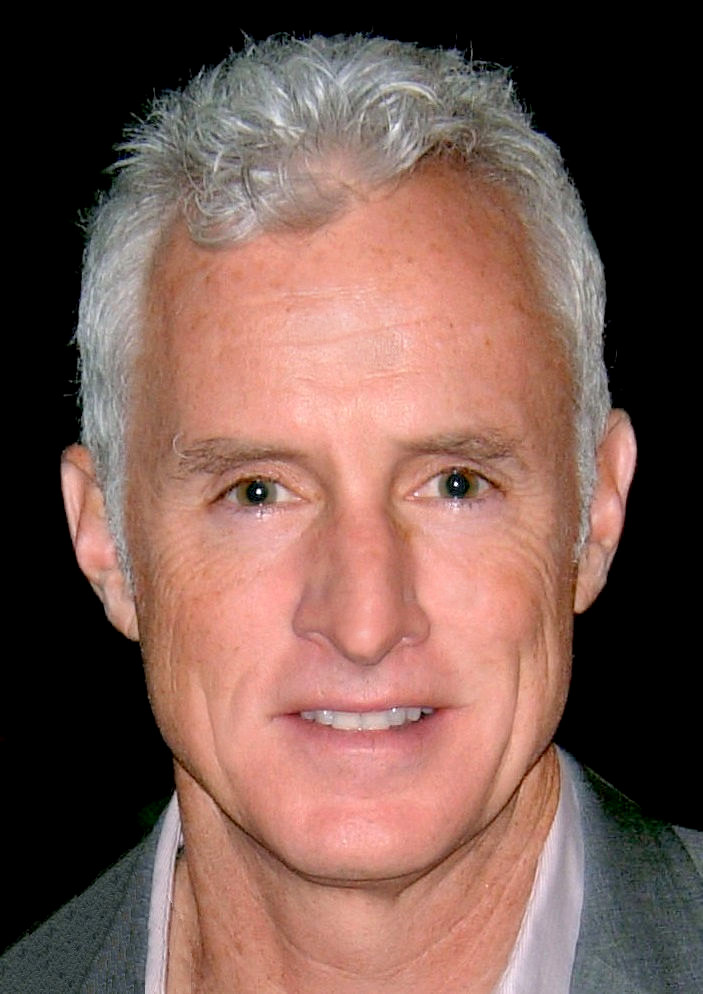
John Slattery
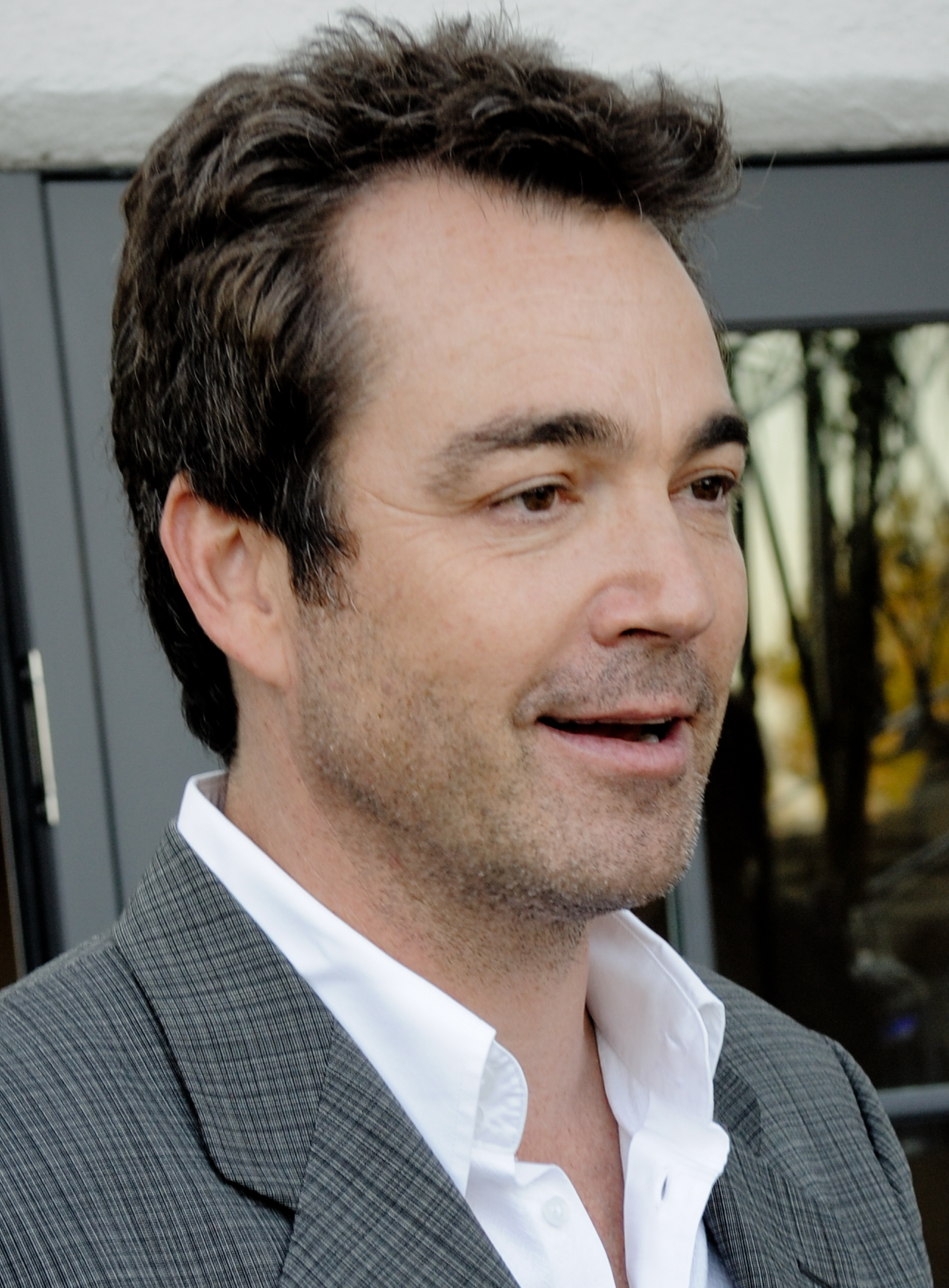
Jon Tenney
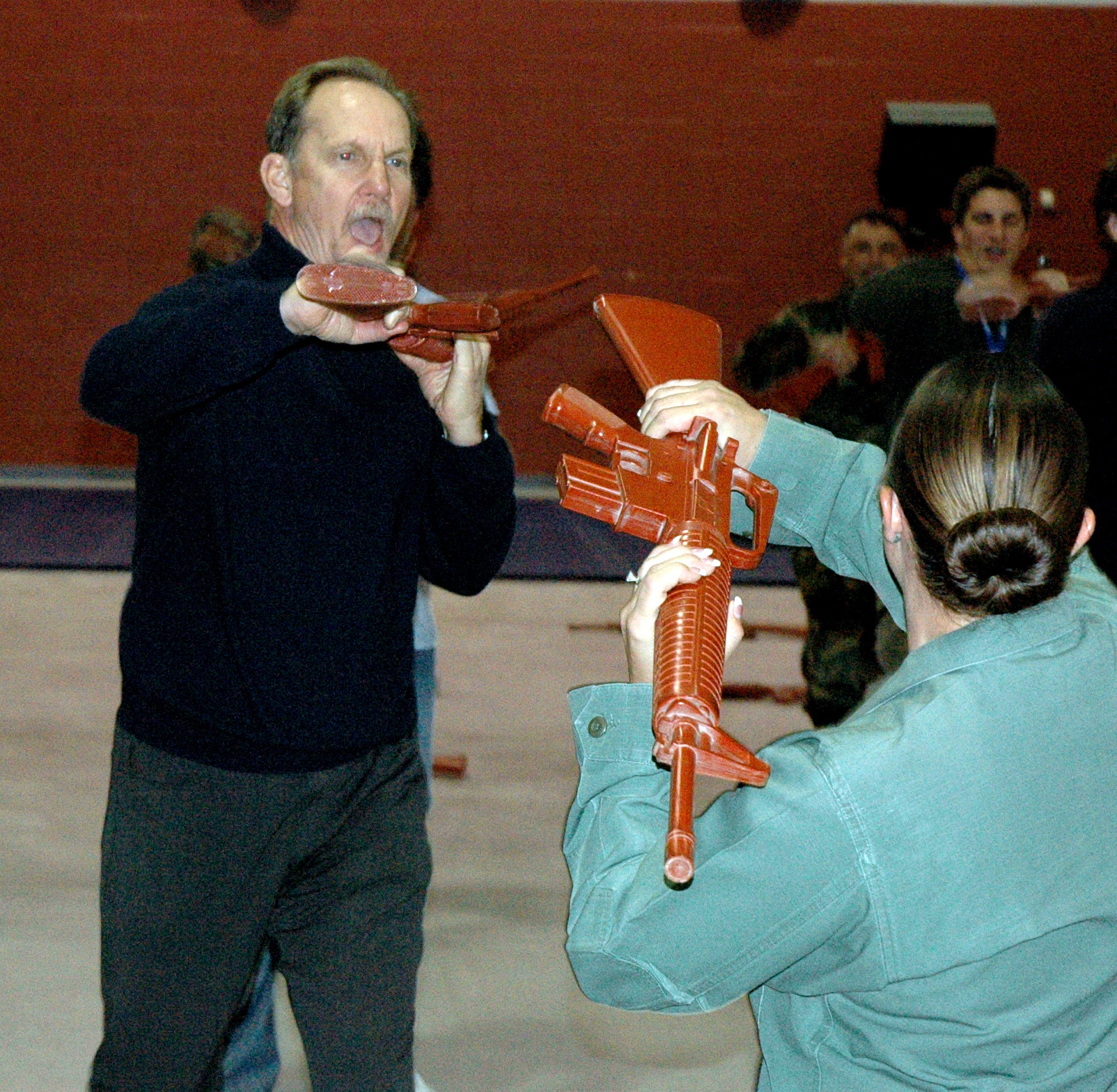
Michael O'Neill

#### Episodio 5: "La gente che conta"
- Katherine Ford, interpretata da Diane Lane[9]
- Alex Myers, interpretato da Ron Livingston
- David Patton, interpretato da Andrew Rannells
- Debbie Newman, interpretata da Cara Buono
- Cheryl Gowans, interpretata da Nicole Ari Parker

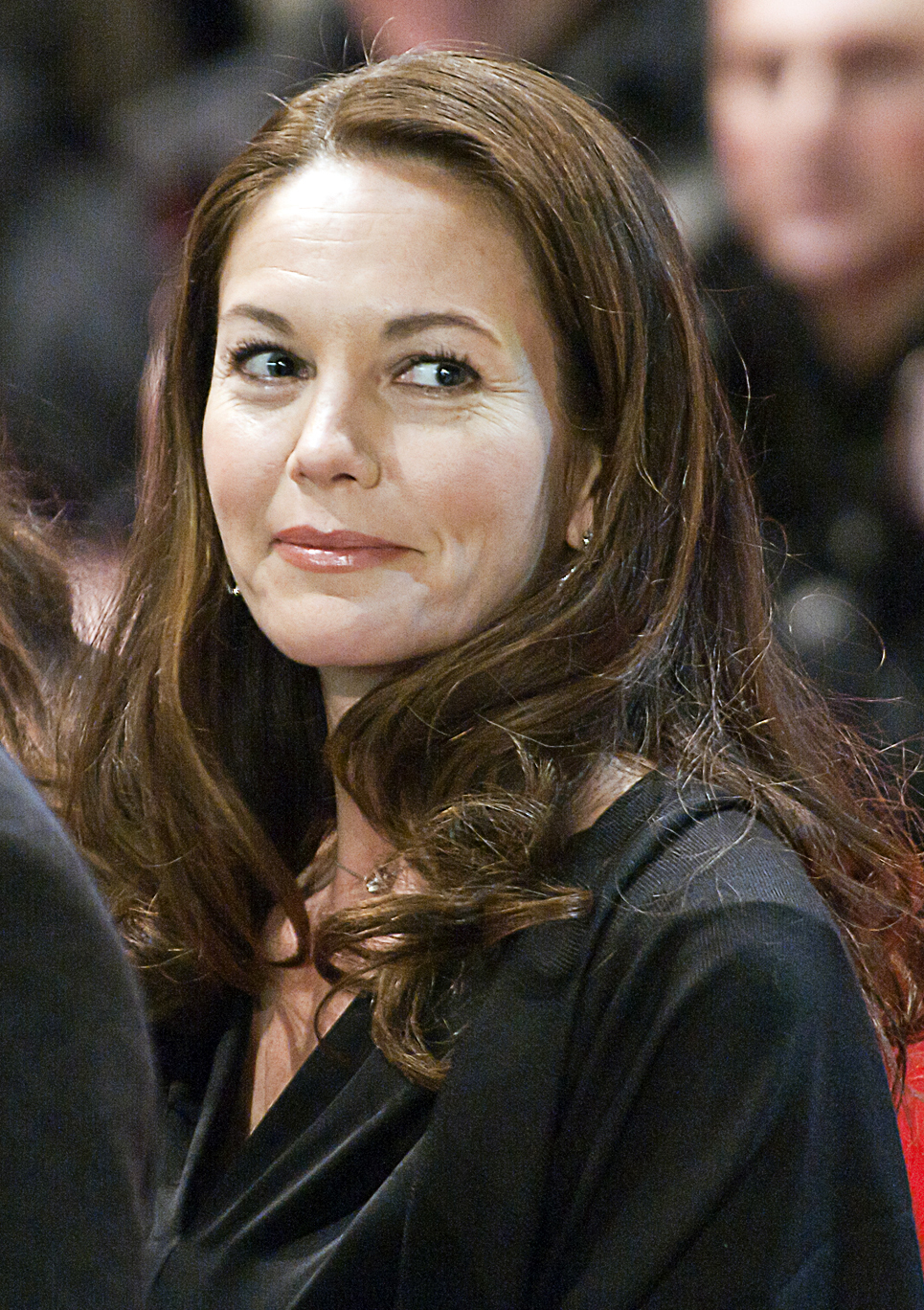
Diane Lane
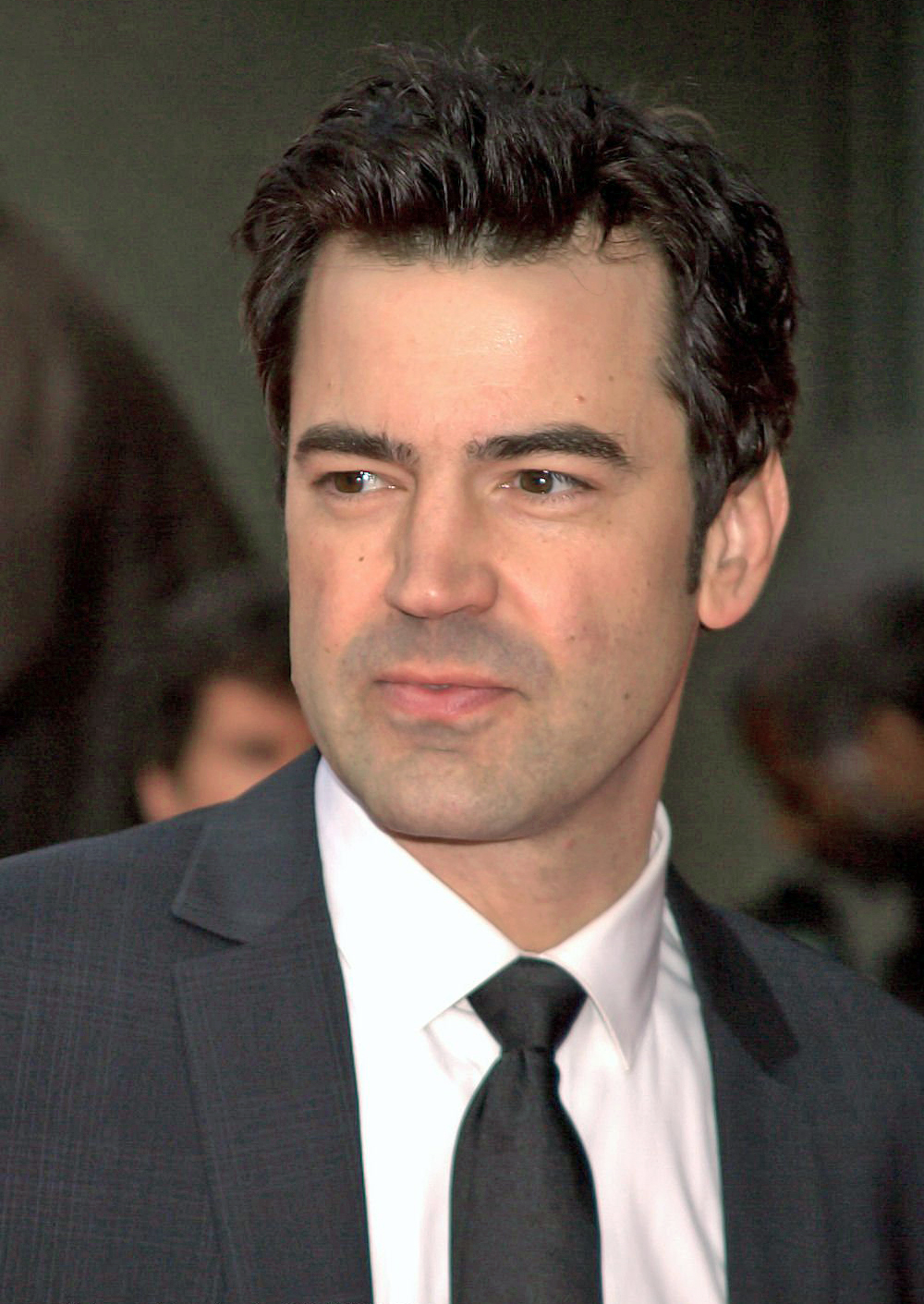
Ron Livingston
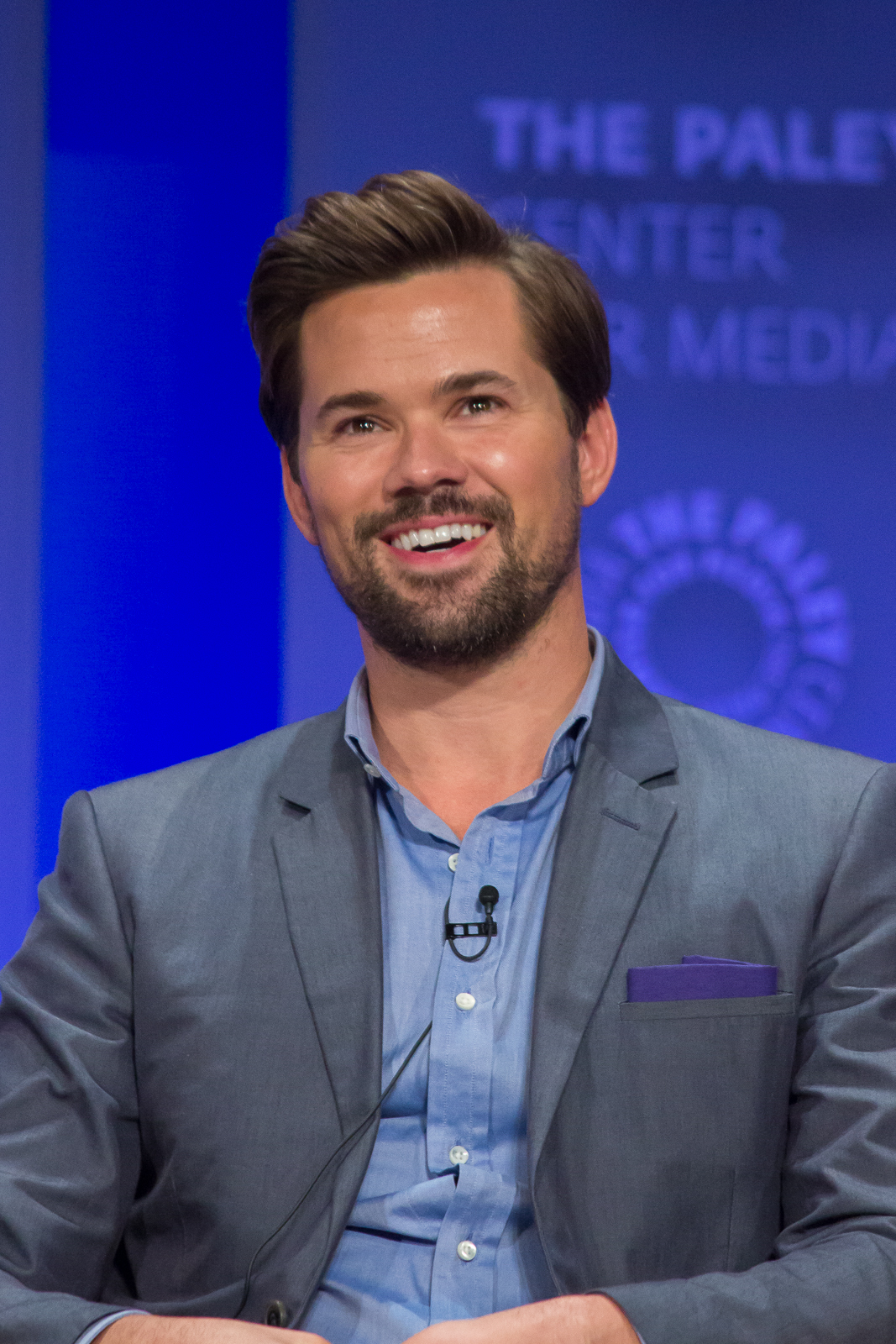
Andrew Rannells
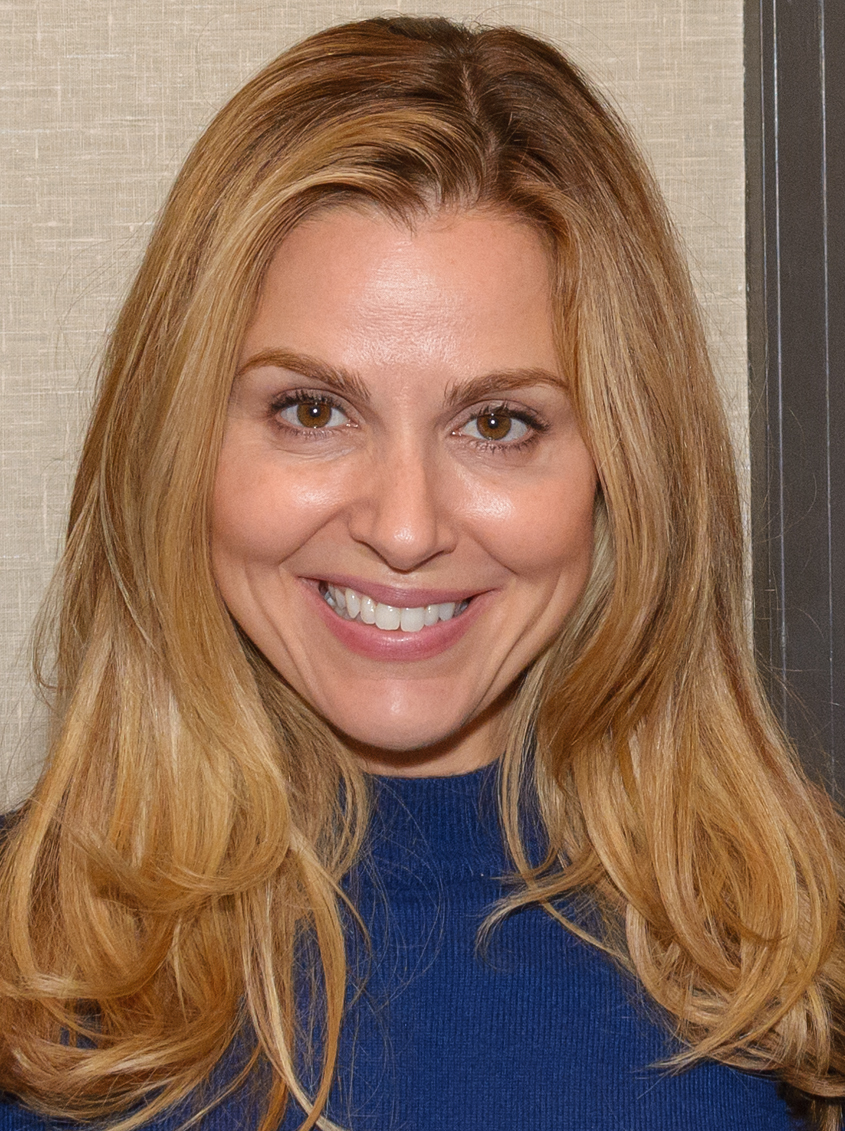
Cara Buono
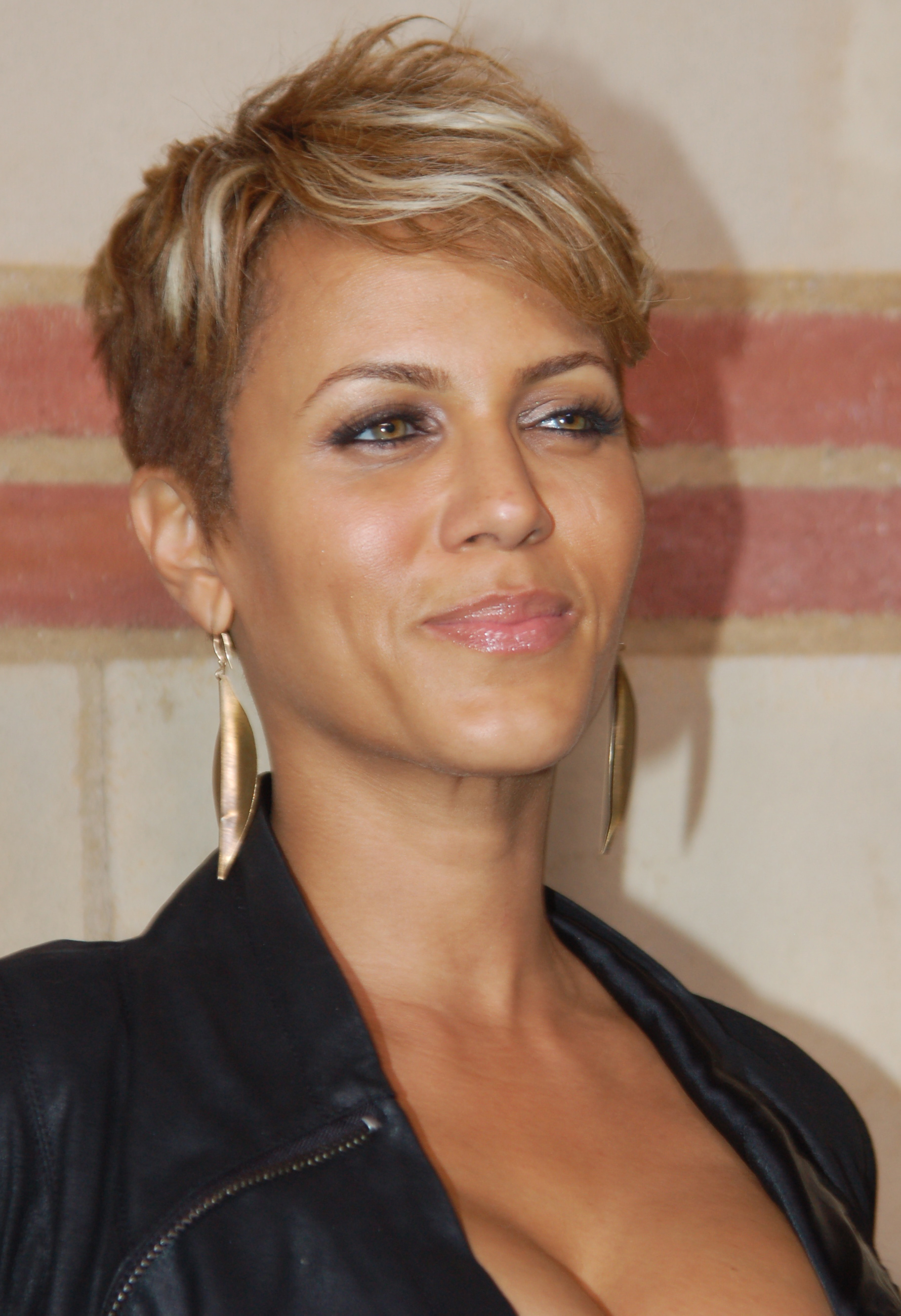
Nicole Ari Parker

#### Episodio 6: "Panorama"
- Abel, interpretato da Juan Pablo Castañeda
- Victoria Hayward, interpretata da Radha Mitchell
- Frank Shefflied, interpretato da Griffin Dunne
- Phillip Hayward, interpretato da David Sutcliffe

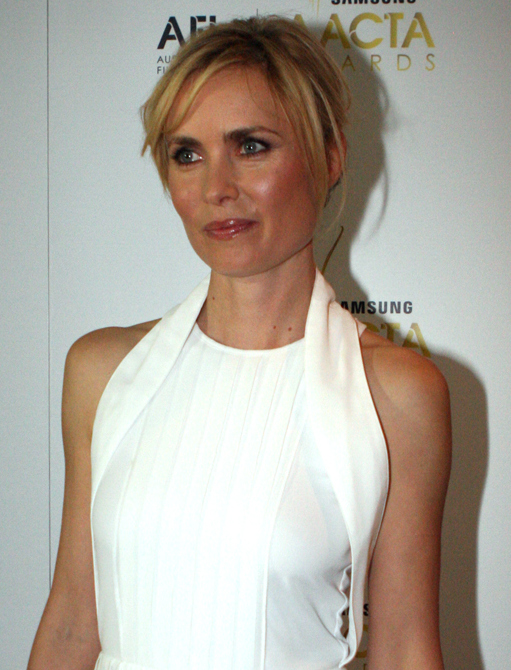
Radha Mitchell
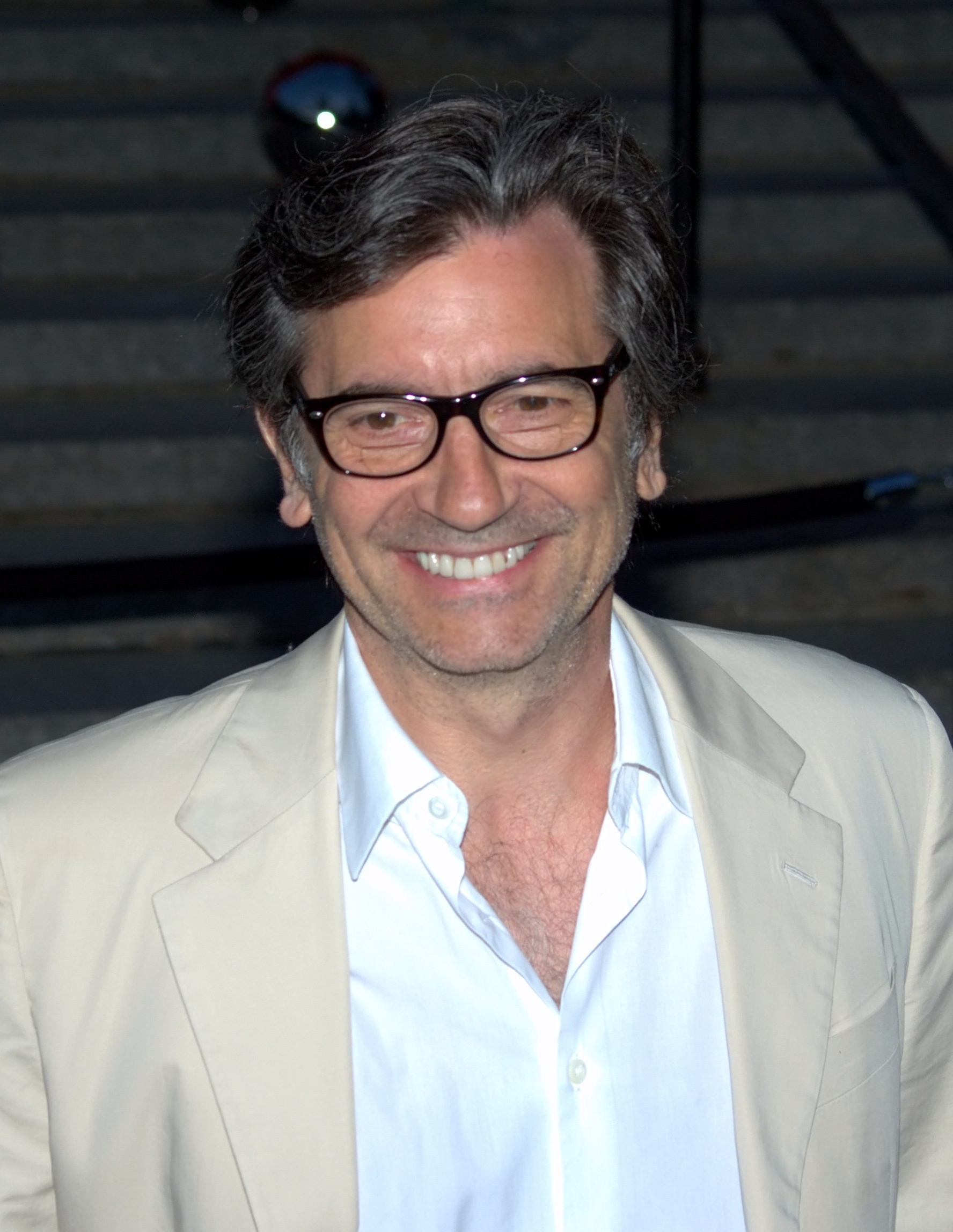
Griffin Dunne
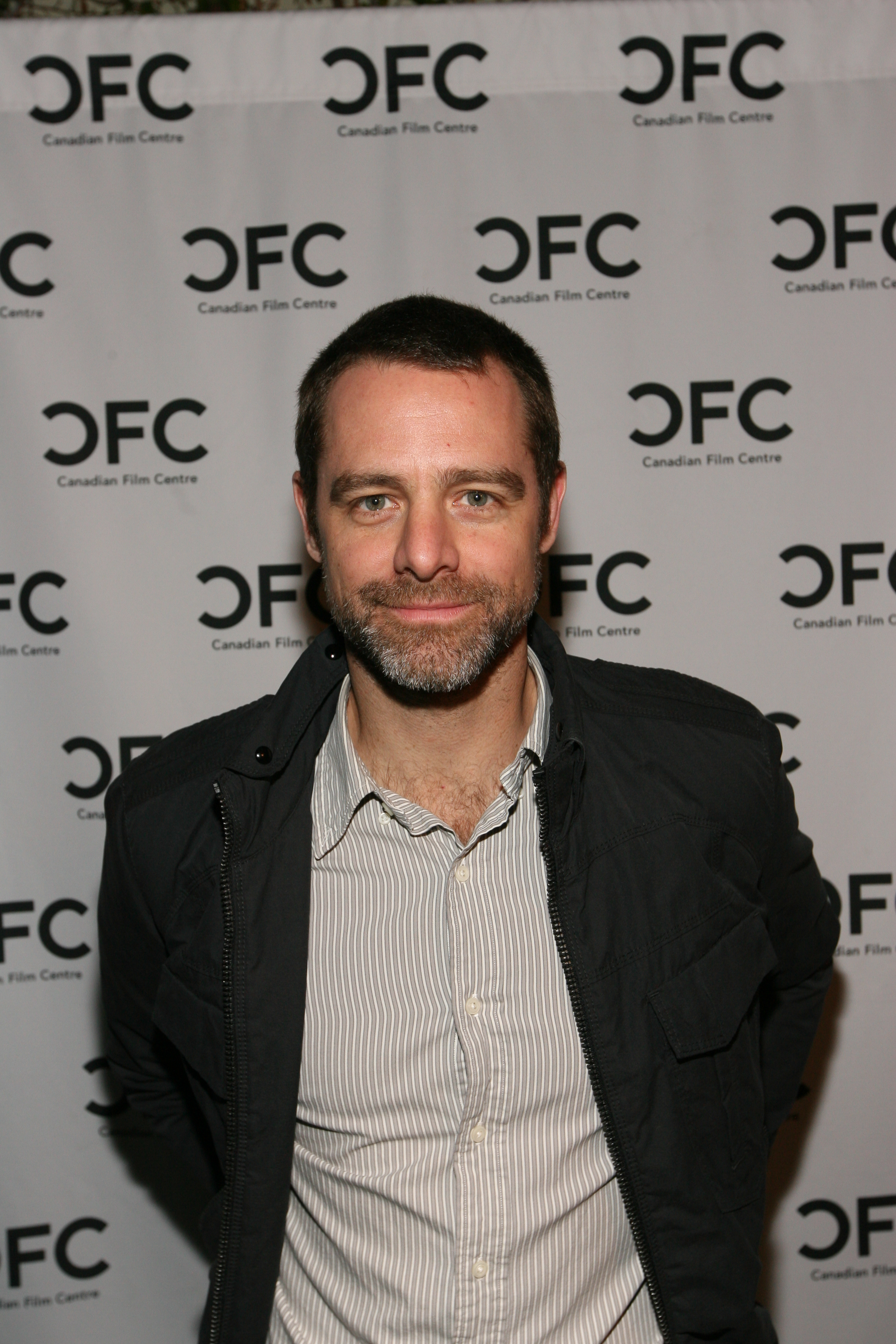
David Sutcliffe

#### Episodio 7: "Capolinea"
- Anka, interpretata da Kathryn Hahn
- Joe Garner, interpretato da Jay R. Ferguson
- Elena Evanovich, interpretata da Annet Mahendru
- Patricia Callahan, interpretata da Clea DuVall

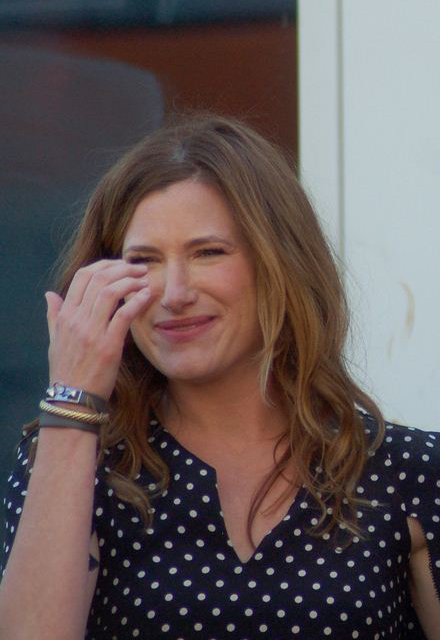
Kathryn Hahn
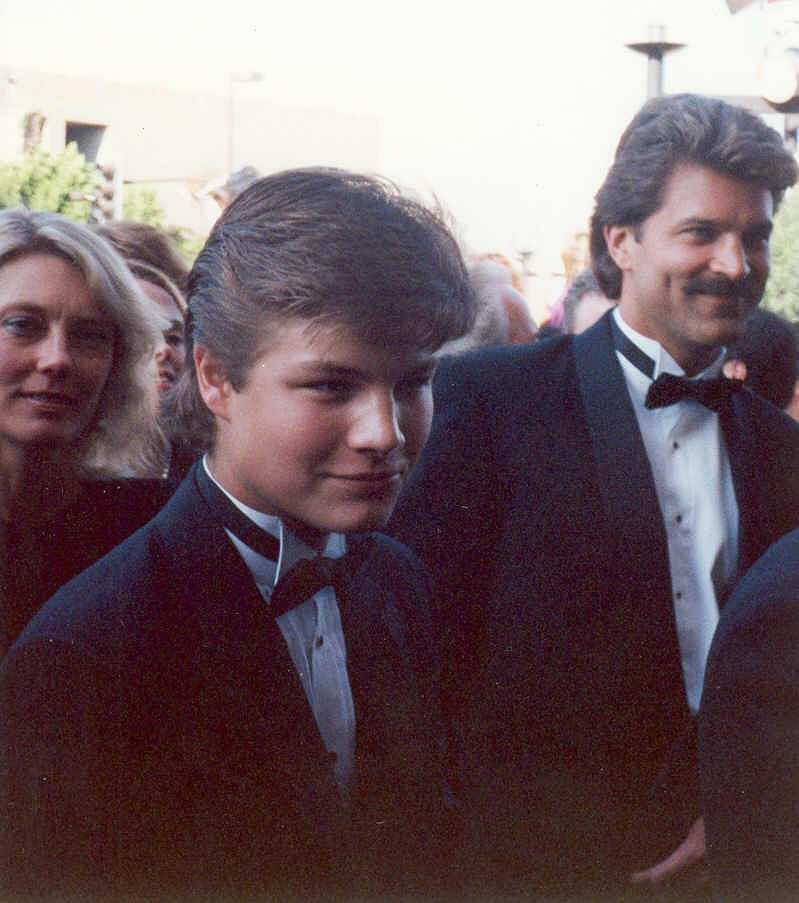
Jay R. Ferguson

#### Episodio 8: "Colui che possiede tutto"
- Simon Burrows, interpretato da Hugh Skinner
- Candace, interpretata da Adèle Anderson
- Ondine, interpretata da Hera Hilmar[10]
- Ben Miles
- Jack, interpretato da JJ Feild

## Produzione

### Sviluppo
Il 26 ottobre 2016, venne annunciato che Amazon aveva vinto un'offerta tra sei diverse entità, per un ordine di una serie di cui la prima stagione avrebbe avuto 8 episodi e un budget da $70 milioni. La serie doveva essere scritta, diretta e prodotta dall'ideatore di Mad Men, Matthew Weiner in collaborazione con la Weinstein Company.
L'11 ottobre 2017, in seguito alle accuse di molestie sessuali contro il produttore Harvey Weinstein, Amazon annunciò che stavano "rivedendo le proprie opzioni" in merito alla loro relazione con la Weinstein Company. In seguito, la compagnia ha forzato a recidere i legami con la casa di produzione.

### Casting
Dal mese di agosto ad ottobre del 2017, ci furono una serie di annunci che rivelavano l'ingresso nel cast di Isabelle Huppert, Christina Hendricks, John Slattery, Jack Huston, Amanda Peet, Marthe Keller, Aaron Eckhart, Corey Stoll, Andrew Rannells, Mike Doyle, JJ Feild, Janet Montgomery, Paul Reiser e Diane Lane, mentre da marzo ad agosto del 2018, vennero annunciati anche Noah Wyle, Hera Hilmar, Kathryn Hahn, Kerry Bishé, Jay R. Ferguson, Ben Miles, Mary Kay Place, Griffin Dunne, Cara Buono, Ron Livingston, Jon Tenney, Clea DuVall, Radha Mitchell, Hugh Skinner, Juan Pablo Castañeda , Emily Rudd, Adèle Anderson, Annet Mahendru, Louise Bourgoin, Inès Melab, Michael O'Neill e David Sutcliffe.

### Riprese
Le riprese si sono tenute a Costanza, in Romania dal 14 al 18 marzo 2018.

## Promozione
Il 28 luglio 2018 è stato pubblicato il primo teaser trailer della serie. Il 14 agosto 2018 è stato pubblicato un secondo teaser. Il 29 agosto 2018, vennero pubblicate una serie di fotografie promozionali, insieme ai titoli degli episodi e agli attori che sarebbero apparsi negli episodi. Il 12 settembre 2018 è stato pubblicato il trailer ufficiale della serie.

## Distribuzione
Il 28 luglio 2018, venne annunciato durante l'annuale Television Critics Association's summer press tour che la serie avrebbe debuttato il 12 ottobre 2018.

## Accoglienza

### Critica
La serie è stata accolta in maniera mista dalla critica. Sull'aggregatore di recensioni Rotten Tomatoes ha un indice di gradimento del 45% con un voto medio di 5,26 su 10, basato su 31 recensioni. Il commento consensuale del sito recita: "Il ritorno in televisione di Matthew Weiner è fatto in modo bello e ambizioso, ma sfortunatamente è anche fatalmente indulgente, chiedendo la massima pazienza del pubblico senza un incentivo irresistibile". Su Metacritic invece ha un punteggio di 56 su 100, basato su 23 recensioni, che sta a indicare "recensioni miste o medie".